# Antoinette du Ligier de la Garde Deshoulières
Antoinette du Ligier de la Garde Deshoulières (París, 1 de enero de 1638 - 17 de febrero de 1694) fue una poetisa y filósofa francesa. 

## Temprana edad y educación
Antoinette du Ligier de la Garde nació en París, el 1 de enero de 1638. Era hija de Melchior du Ligier, señor de la Garde, mayordomo de las reinas María de Médici y Ana de Austria . 
Recibió una educación cuidadosa y muy completa, adquirió conocimientos de latín, español e italiano, y estudio poesía bajo la dirección del poeta Jean Hesnault.

## Carrera
A la edad de trece años, se casó con Guillaume de Boisguerin, señor Deshoulières, quien siguió al príncipe de Condé como teniente coronel de uno de sus regimientos a Flandes. Aproximadamente un año después del matrimonio. Madame Deshoulières regresó por un tiempo a la casa de sus padres, donde se dedicó a escribir poesía y estudiar la filosofía de Gassendi.
Se reunió con su esposo en Rocroi, cerca de Bruselas, donde fue distinguida por su belleza personal. Se convirtió en objeto de atenciones embarazosas por parte del príncipe de Condé. Fue demandada por el gobierno debido a las deudas de su marido, por lo que fue encarcelada en el castillo de Wilworden. Después de unos meses, fue liberada por su esposo, que atacó el castillo apoyado por una pequeña banda de soldados. Una vez proclamada la amnistía, regresaron a Francia, donde Madame Deshoulières pronto se convirtió en un personaje de gran prestigio en la corte de Luis XIV y en la sociedad literaria.
Se ganó la amistad y la admiración de los hombres literarios más eminentes de la época. Algunos de sus aduladores fueron más lejos y la convirtieron en referente del estilo y la llamaron "la décima musa  y la calíope francesa. Sus poemas eran muy numerosos e incluían casi todas las formas menores de poesía: odas, églogas, idilios, elegías, chansons, baladas, madrigales y otros. De estos, los idilios solos, y algunos otros, han resistido la prueba del tiempo, y los demás han quedado completamente olvidados. Escribió varias obras dramáticas, que fueron consideradas algo mediocres. Su amistad con Corneille la hizo tomar partido por el Phedre de Pradon contra el de Racine. Voltaire la consideró una de las  mejores poetas francesas. En 1658 abrió un salón literario en su departamento en París. Fue elegida miembro de la Academia de Ricovrati de Padua y de la Academia de Aries, lo que le dio una gran reputación entre sus contemporáneos. A pesar de que se le prohibió la membresía por su género, Deshoulières recibió el reconocimiento de la Academia Francesa.

## Vida y muerte

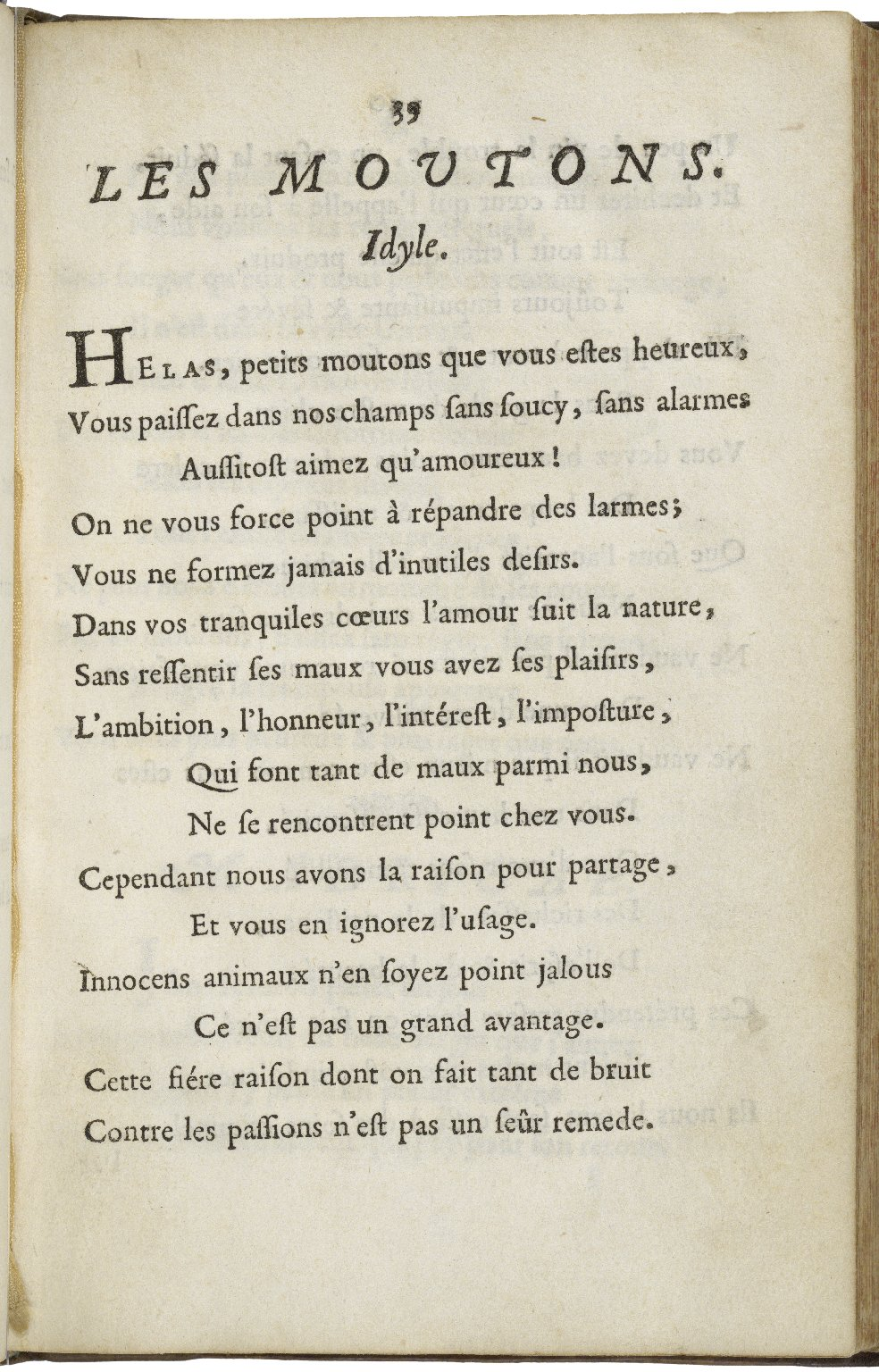
"Les Moutons" de poésies DESHOULIERES, impreso en 1688.

En 1688, el rey le otorgó una pensión de 2000 libras, y así fue liberada de la pobreza en la que había vivido durante mucho tiempo. Murió en París el 17 de febrero de 1694. Se publicaron ediciones completas de sus obras en París en 1695, 1747, etc. Estas incluyen algunos poemas de su hija, Antoinette-Thérèse Des Houlières, quien heredó su talento.